# Atanas Dżambazki
Atanas Dżambazki (bułg Атанас Джамбазки, ur. 4 lipca 1969 roku) – bułgarski piłkarz grający na pozycji obrońcy oraz trener piłkarski.

## Kariera szkoleniowa
Po zakończeniu kariery piłkarskiej, w wieku trzydziestu jeden lat rozpoczął pracę szkoleniową. Przez wiele lat związany był z Slawią Sofia: najpierw jako asystent, a następnie - dwukrotnie - jako pierwszy trener. Później pracował w klubach drugoligowych.
Do ekstraklasy powrócił zimą 2009 roku, kiedy po rundzie jesiennej zastąpił Stewicę Kuzmanowskiego na stanowisku trenera beniaminka ligi, FK Montana. Na koniec sezonu 2010–2011 zajął z nim dziesiąte miejsce, gwarantujące pozostanie w lidze. Niedługo później ogłosił, że nie przedłuży, wygasającego wraz z końcem rozgrywek, kontraktu z tym klubem.
Po rozstaniu z Montaną media podały, że zwiąże się z Łokomotiwem Płowdiw, ale ostatecznie do tego klubu trafił Dragan Kanatlarowski. Ostatecznie w połowie września 2011 przyjął propozycję Botewu Wraca, jednak już miesiąc później otrzymał ofertę pracy w znacznie bardziej utytułowanym Liteksie Łowecz. W trybie natychmiastowym rozwiązał kontrakt z Botewem i podpisał umowę z Liteksem.
Jednak w klubie z Łoweczu pracował tylko do końca rundy jesiennej: słabe wyniki w meczach ligowych i dopiero siódme miejsce w tabeli sprawiły, że został zdymisjonowany.